# El desenlace
El desenlace és una pel·lícula espanyola dirigida per Juan Pinzás el 2005 i protagonitzada per Pepe Sancho, Javier Gurruchaga, Isabel de Toro, Beatriz Rico, Carlos Bardem, Miquel Insua, Víctor Rueda, Fernando Epelde i José C. Rodríguez. És la 31a pel·lícula Dogma 95.

## Sinopsi
El director de cinema Mikel de Garay i la productora Andrea Bilbao decideixen realitzar una pel·lícula basada en una novel·la de Rosendo Carballo, un famós escriptor amb tendències homosexuals que acaba de trencar el seu matrimoni-tapadora per a conviure amb un jove. A la trobada dels personatges, s'uneixen tres amics de Rosendo: el productor de cinema independent Fernando, la presentadora de televisió Beatriz i el periodista del cor Nacho. El conflicte comença quan intenten esbrinar el passat fosc que oculten els altres.

## Repartiment
- Carlos Bardem - Rosendo
- Isabel del Toro - Beatriz
- Fernando Epelde - Paralític
- Javier Gurruchaga - Fernando
- Miguel Insua - Nacho
- Beatriz Rico - Andrea
- José Rodríguez - Pianista
- Víctor Rueda - Fabio
- José Sancho

## Crítiques
| «                            | Un penós vull i no puc. (...) una pura vacuïtat" | » |
| — M. Torreiro: Diari El País |                                                  |   |

| «                                  | "Pinzás es conforma amb la caricatura i confon tensió dramàtica amb desequilibri. (...) La pel·lícula és més falsa que un concurs de telerealitat, però els personatges són més interessants. (...) Puntuació: ★ (sobre 5)." | » |
| — Federico Marín Bellón: Diari ABC | |   |

## Nominacions i premis
Va rebre el premi especial del públic al Festival de Cinema Llatí de Nova York (LaCinemaFe) i va formar part de la selecció oficial del 27è Festival Internacional de Cinema de Moscou. També va guanyar el Premi del Jurat als Premis ACE de Nova York. D'altra banda, però va obtenir tres nominacions als Premis Godoy 2005: pitjor director, pitjor guió, pitjor direcció artística, però en totes elles fou desbancada per Hot milk.